# Fritz Muliar
Fritz Muliar  (született Friedrich Ludwig Stand) (Bécs, 1919. december 12. – Bécs, 2009. május 4.) osztrák színművész, filmszínész, komikus, színházi és filmrendező.

## Életpályája
Egyik első játékfilmje a "Bécs, álmaim városa" ("Wien, du Stadt meiner Träume"), amely 1957-ben készült.
1994–1998 között a Rex felügyelő című televíziós sorozatban szerepelt. Sokat dolgozott együtt Heinz Weixelbraunnal, többek között a Rex felügyelőben is. A sorozatból a 46. rész után lépett ki, ugyanakkor, amikor Tobias Moretti is.
90. születésnapját már nem érhette meg, 2009. május 4-én hunyt el.